# Lista de pinturas de João Vaz

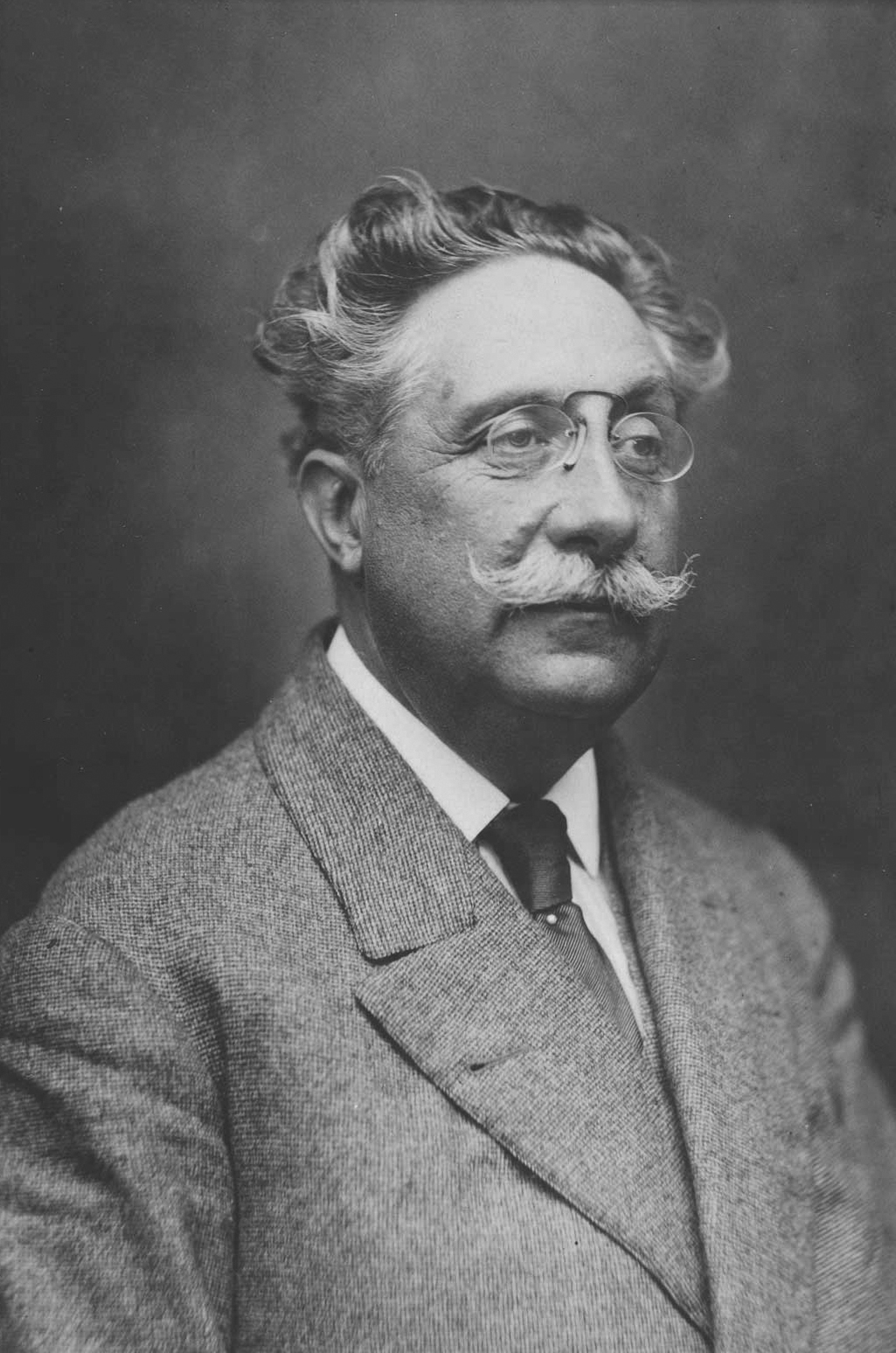
João Vaz (foto de 1913)

Esta é uma lista de pinturas de João Vaz, lista não exaustiva das pinturas deste pintor, mas tão só das que como tal se encontram registadas na Wikidata.
A lista está ordenada pela data da publicação de cada pintura. Como nas outras listas geradas a partir da Wikidata, os dados cuja designação se encontra em itálico apenas têm ficha na Wikidata, não tendo ainda artigo próprio criado na Wikipédia.
João Vaz (1859–1931) estudou na Escola de Belas-Artes de Lisboa, no período de 1872-78, onde foi aluno de Tomás da Anunciação. Viajou com António Ramalho por Madrid e Paris. Participou nas exposições do Grupo do Leão (figurando no retrato colectivo de Columbano  Bordalo Pinheiro), considerando-se discípulo de Silva Porto. Foi professor e Director, em 1889, na Escola Industrial Afonso Domingues.
Regista nas suas obras zonas de Setúbal e do Sado, pintando especialmente paisagens fluviais, de efeitos luminosos e transparências atmosféricas, com uma sensibilidade poética, em finas camadas de azuis e reflexos tranquilos de água. Tem ainda uma vasta obra de decorador na Escola de Medicina, no Museu Militar de Lisboa, no Palácio de São Bento e no Palácio Hotel do Buçaco.
| Imagem | Título                                                     | Data           | Retrata                                                                               | Coleção | Descrito em |
| ------ | ---------------------------------------------------------- | -------------- | ------------------------------------------------------------------------------------- | --- | ----------- |
|        | Interior de Igreja (Igreja Matriz de Viana do Alentejo)    | 1877           | Igreja Matriz de Viana do Alentejo                                                    | Casa-Museu Dr. Anastácio Gonçalves                                                                                          |             |
|        | Ribeira do Livramento                                      | 1880           |                                                                                       | Galeria Municipal do Banco de Portugal                                                                                      |             |
|        | Mosteiro dos Jerónimos                                     | 1883           | Mosteiro dos Jerónimos                                                                | No/unknown value |             |
|        | O púlpito de S. João (Igreja de S. João Baptista de Tomar) | 1887           | Igreja de São João Batista (Tomar)                                                    | Casa-Museu Dr. Anastácio Gonçalves                                                                                          |             |
|        | Saida da Missa                                             | 1889           | Igreja do antigo Mosteiro de Jesus e claustro, incluindo a primitiva Casa do Capítulo | Galeria Municipal do Banco de Portugal                                                                                      |             |
|        | A praia                                                    | 1900           |                                                                                       | Casa-Museu Dr. Anastácio Gonçalves                                                                                          |             |
|        | Partida de Vasco da Gama para a Índia                      | 1900           | Vasco da Gama                                                                         | Palácio da Mitra, aqueduto, pombais, chafarizes, igreja, monumental portão de entrada e toda a área murada da antiga quinta |             |
|        | Barcos Tejo Lisboa                                         | século XIX     |                                                                                       | Convento de Jesus de Setúbal                                                                                                |             |
|        | Pesca do Chinchorro                                        | século XIX     |                                                                                       | Convento de Jesus de Setúbal                                                                                                |             |
|        | Praia                                                      | século XIX     |                                                                                       | Convento de Jesus de Setúbal                                                                                                |             |
|        | Retrato                                                    | século XIX     |                                                                                       | Coleção Municipal de Arte                                                                                                   |             |
|        | Último ancoradouro                                         | 1902           |                                                                                       | Novo Banco |             |
|        | Calafates a trabalhar na praia                             | 1920           |                                                                                       | No/unknown value |             |
|        | Figuras e barcos na praia                                  | 1920           |                                                                                       | No/unknown value |             |
|        | Figuras e barcos na praia                                  | 1920           |                                                                                       | No/unknown value |             |
|        | Fortaleza de São Filipe                                    | 1920           | Castelo de São Filipe                                                                 | No/unknown value |             |
|        | Marinha                                                    | 1920           |                                                                                       | No/unknown value |             |
|        | Trecho de aldeia com figuras e animais                     | 1920           |                                                                                       | No/unknown value |             |
|        | Vila do Conde                                              | 1920           | Vila do Conde Convento de Santa Clara Rio Ave                                         | No/unknown value |             |
|        | Vista do rio Sado                                          | 1920           | Rio Sado                                                                              | No/unknown value |             |
|        | Forte de São Bruno                                         | década de 1920 | Forte de São Bruno                                                                    | No/unknown value |             |
|        | A Convenção de Évora-Monte                                 | 1926           | Concessão de Évora Monte                                                              | Palácio de São Bento |             |
|        | Rochedos, Peniche                                          | século XX      |                                                                                       | Museu de José Malhoa |             |

∑ 23 items.